# La Tour rouge (film)
Pour les articles homonymes, voir La Tour rouge.
Pour plus de détails, voir Fiche technique et Distribution.
La Tour rouge (Det röda tornet) est un film muet suédois réalisé par Mauritz Stiller, sorti en 1914.

## Synopsis
Le professeur Barclay voyage avec son jeune élève Dorian pour parfaire son éducation au violon. Le concert de son élève est un grand succès et Dorian vient le célébrer avec des amis dans une auberge. Il tombe amoureux de Marguerite, la fille de l'aubergiste, qui lui donne son portrait. Mais le professeur Barclay est semble-t-il également épris de Marguerite et donc il enferme son élève Dorian, qui est encore sous l'effet de l'alcool, dans une pièce de la tour de la demeure où ils habitent. Il déclare que Dorian est gravement malade. Cependant Marguerite parvient à rejoindre Dorian dans la tour. Le professeur grimpe par l'extérieur jusqu'au cadran de l'horloge, mais les amoureux s'échappent. C'est alors que les aiguilles de l'horloge se mettent à tourner et Barclay se retrouve coincé. Lorsque Dorian et Marguerite sortent de la tour, ils trouvent le professeur écrasé à terre, mort.

## Fiche technique
- Genre : drame
- Réalisation : Mauritz Stiller
- Scénario : Charles Magnusson et Mauritz Stiller d'après le roman de Helge Linck et Marius Wulff
- Production : AB Svenska Biografteatern
- Photographie : Julius Jaenzon
- Pays de production : Suède
- Date de sortie : 12 novembre 1914
- Durée : 43 minutes

## Distribution
- Albin Lavén : Barclay, professeur et virtuose de violon
- Karin Molander :  Marguerite
- Gustaf Callmén :  Holbein, banquier
- Carlo Wieth :  Dorian Holbein, son fils

## Autour du film
Le film a été projeté pour la première fois le 2 novembre 1914 au Moulin Rouge et à l'Auditorium de Stockholm, puis le 12 mars 1915 au Danemark (Det røde Taarn) et le 27 septembre 1915 dans le grand-duché de Finlande (Punaisen tornin salaisuus en finnois ; Röda tornets hemlighet en suédois). Il est également sorti en Hongrie sous le titre de Vörös torony. Le film a été vendu aussi en Russie (treize copies), en Norvège, en Angleterre, en Allemagne (10 copies), en Autriche, en Espagne, en Italie, au Japon.
Le tournage a eu lieu en mai 1914 dans le studio du théâtre Svenska Biograft à Lidingö, avec des extérieurs au restaurant Foresta de Lidingö et à la tour Cedergrenska de Stocksund par Julius Jaenzon. Le film n'est pas préservé, mais des photographies du tournage ont été sauvegardées.
Le scénario est inspiré du manuscrit des journalistes danois Marius Wulff et Helge Linck, intitulé Det stjaalne genius, dont ils ont vendu les droits au Svenska Biografteatern.